# Noblesse d'apparence
L'expression noblesse d'apparence désigne dans la société française contemporaine des personnes non issues de la noblesse française mais qui, sans nécessairement prétendre être d'ascendance noble, présentent des éléments pouvant faire penser à d'éventuelles origines nobles : essentiellement le port régulier (inscrit à l'état-civil) d'un nom à particule, mais aussi le port éventuel d'une chevalière armoriée, voire timbrée, la possession d'un manoir ou d'un château, etc.

## Histoire
Cette expression a été consacrée par la publication en 1976 de l'Encyclopédie de la fausse noblesse et de la noblesse d'apparence, de Pierre-Marie Dioudonnat, suivie de plusieurs rééditions. Depuis 2002, cet ouvrage a pris le nom de Simili-Nobiliaire français, également réédité plusieurs fois.
La noblesse d'apparence s'y trouve distinguée de la « fausse noblesse », en ce que cette dernière comprend des personnes qui ne sont pas d'ascendance noble régulière mais qui revendiquent pourtant cette qualité.

## Familles non répertoriées dans la noblesse française

### Noms à particule
Les noms à particule donnent une apparence de noblesse immédiate auprès du grand public. Cette apparence est trompeuse puisqu'il y a toujours eu des familles anciennement nobles portant un nom sans particule, et des familles portant un nom à particule qui n'ont jamais été nobles. De fait, à partir du XVIIe siècle, de nombreuses familles, nobles ou non, ont ajouté une particule ou un nom de terre à leur patronyme.
Le nombre de familles nobles françaises subsistantes est estimé par Régis Valette à 3 092 en 2007, et par Arnaud Clément à 3 320 en 2020. Le nombre de familles non nobles subsistantes portant une particule est estimé par Pierre-Marie Dioudonnat entre 5 000 et 6 000 en 2012. Chaque année des particules sont demandées aux juridictions françaises, qui en accordent. Il s'éteint chaque année une quinzaine de familles portant un nom à particule, qu'elles soient nobles ou non.

### Cas particuliers
Un certain nombre de cas de figure peuvent créer une ambigüité auprès des personnes averties sur l'appartenance ou non d'une famille à la noblesse française :
- Familles issues en ligne masculine et légitime de personnes ayant acquis la noblesse à titre personnel et non héréditaire, du fait de leurs fonctions (généralement certaines fonctions commensales et militaires, par exemple gardes du corps du roi, au sein de la Maison du Roi et certaines fonctions de judicature).
- Familles issues en ligne masculine et légitime de personnes non nobles ou non héréditairement nobles ayant été convoquées en 1789 aux assemblées de l'ordre de la noblesse tenues à travers le royaume pour l'élection des députés et la rédaction des cahiers de doléances (la convocation ne s'adressait pas qu'aux nobles mais à tout possesseur de fief, noble ou non-noble).
- Familles issues en ligne masculine et légitime de bourgeois des bonnes villes françaises sous l'Ancien Régime (ville de Périgueux par exemple), leurs ancêtres ayant alors bénéficié de droits nobiliaires restreints[1], mais sans principe de noblesse héréditaire.
- Familles issues en ligne masculine et légitime de porteurs de certains titres du XIXe siècle accordés à titre personnel et non héréditaire.
- Familles dites de « noblesse inachevée »: « Familles dont l’auteur titulaire d’une charge [anoblissante], n’a pas pu respecter les obligations fixées par les textes quant au temps de service » [2]. Cette notion ne fait pas l'objet d'un consensus, selon certains auteurs la noblesse inachevée  « résulte de la perte de la noblesse ou de son caractère transmissible, avant le 23 juin 1790, car cela a eu pour conséquence que la famille n’a pas pu être rétablie dans le titre d'écuyer par les chartes de 1814 et 1830 »[3].

## Familles françaises de noblesse étrangère
Il existe deux cas de figure :
- Les familles françaises ayant obtenu un titre étranger héréditaire (comme la « noblesse pontificale » ) ou un anoblissement étranger (par exemple autrichien ou espagnol) qui n'a pas été reconnu en France.
- Les familles d'origine étrangère et devenues françaises qui possèdent une noblesse régulière ou un titre de noblesse régulier de leur pays d'origine, mais qui n'a pas été reconnu en France.

Ces familles n'appartiennent pas à la noblesse française subsistante, mais appartiennent à la noblesse de leur pays d'origine ou du pays d'où leur noblesse est issue, sous réserve des règles en vigueur dans ce pays. Un authentique membre de la noblesse belge ou espagnole ne devient pas noble d'apparence en accédant à la citoyenneté française (sous l'Ancien Régime, les familles nobles étrangères qui étaient naturalisées devaient obtenir des lettres de reconnaissance de noblesse si elles voulaient jouir des privilèges attachée à la noblesse française. La République ne reconnaissant pas la noblesse, il ne peut y avoir depuis de telles reconnaissances). « Si cette noblesse ne peut figurer dans la noblesse française, il y aurait une grande inconséquence historique à la classer dans la noblesse fausse ou d'apparence ».

## Belgique
Dans les Pays-Bas autrichiens, puis en Belgique, la noblesse a été, dans certains cas, concédée « avec adjonction de la particule » (cette dernière est également parfois attribuée postérieurement à l’anoblissement). On peut aussi lire « octroi de la particule », « autorisation de faire précéder son nom de la particule » ou encore « permission de porter la particule », etc. La particule peut être ajoutée devant le patronyme ou précéder un nom de terre qui complète le patronyme d'origine. En Belgique, le « de » nobiliaire s'écrit toujours avec une minuscule. En tête de nom, il se distingue ainsi de l'article flamand « De » (Le, en français], qui s'écrit en Belgique avec une majuscule. Si une famille belge non noble porte un nom précédé d'un « de » écrit avec une minuscule, il s'agit alors de noblesse belge d'apparence.